# Hôtel Paris Bastille Boutet
Hôtel Paris Bastille Boutet je pětihvězdičkový hotel v Paříži. Nachází se na adrese Rue Faidherbe č. 24 v 11. obvodu. Patří do hotelového řetězce Sofitel, který je součástí společnosti AccorHotels.

## Historie
Dům byl původně postaven pro firmu Boutet, pařížskou pobočku stejnojmenné společnosti se sídlem ve Vichy, která dodávala dřevo pro truhlářské dílny na předměstí Saint-Antoine. Budova ve stylu art deco, kterou navrhl architekt Achille Champy, byla postavená v roce 1926. Má železobetonový skelet a fasádu zdobenou okrovými a modrými glazovanými dlaždicemi firmy Alphonse Gentil et Eugène Bourdet. Markýza nad vchodem je pokrytá sklem žluté a modré. V letech 1944–1983 zde sídlila čokoládovna La Suisse normande. Kvůli strojům na výrobu čokolády byl probourán strop do vyššího patra. V roce 1989 prošla budova rekonstrukcí a byla přestavěna na administrativní budovu pro RATP.
Od konce roku 2015 slouží budova po rozsáhlé rekonstrukci jako luxusní hotel. Pětihvězdičkový hotel má 80 pokojů a apartmánů. Součástí hotelu je wellness, bazén, sauna, hammam a fitness.